# Fundacja Gerlsy
Fundacja Gerlsy – fundacja działająca na rzecz kobiet. Założona 25 lipca 2018 roku w Warszawie przez Olgę Bołądź, Magdalenę Lamparską i Jowitę Radzińską. 
Fundacja prowadzi działania kulturalno-edukacyjno-oświatowe i dobroczynne, których celem jest poprawa sytuacji kobiet. W ramach działalności fundacji organizowane są różnorodne projekty i warsztaty: Gerlsowe warsztaty kreatywnego pisania, Gerlsowe warsztaty pewności dla siebie kobiet, Gerlsowe warsztaty współpracy i Analiza scenariusza. 
Dodatkowo fundacja zrealizowała krótkometrażowy film – Alicja i Żabka, który wyreżyserowała Olga Bołądź oraz podcast w stylu storytell – Grubo albo wcale. Fundacja ma za sobą dwie edycje warsztatów scenopisarskich Kreatywna randka.
Działania organizacji oparte są na solidarności kobiet i sile grupowości. Celem organizacji jest stworzenie przestrzeni, w której kobiety będą mogły mówić własnym głosem o swoich sprawach i sprawach dla nich ważnych. 
W 2019 roku fundacja została nominowana do nagrody w kategorii AKTYWIZM.

## Projekty

### Alicja i Żabka
Alicja i Żabka to krótkometrażowy film z 2020 roku, który przedstawia historię szybkiego dorastania, na które główna bohaterka – Alicja nie jest gotowa. Film przenosi nas do pięknego, ale zarazem przerażającego fantastycznego świata.
Filmowa opowieść podobnie, jak bajka zawiera mnóstwo symboli i ukrytych znaczeń. Głównym problemem, z którym zmaga się Alicja jest podjęcie trudnej decyzji – czternastoletnia bohaterka jest w niechcianej ciąży i zastanawia się nad tym, czy dokonać aborcji. 
W filmie zagrali m.in.: Agnieszka Suchora, Wiktoria Gorodeckaja, Jan Frycz, Magdalena Turczeniewicz, Leszek Stanek, Magdalena Boczarska, Janusz Chabior, Łukasz Simlat, Izabela Kuna, Katarzyna Grochola. 
Autorkami scenariusza są Olga Bołądź i Magdalena Lamparska. 
Film otrzymał 5 nagród i 9 nominacji. 

### Grubo albo wcale
Grubo albo wcale to podcast transmitowany na platformie Storytel składający się z dwudziestu odcinków o luźnej tematyce. Prowadzony przez założycielki Fundacji Gerlsy oraz Julitę Olszewską.

## Warsztaty

### Czy pewność siebie można wybrać?
Cykl warsztatów o pewności siebie, których partnerem był sklep odzieżowy Mohito.

### Kreatywna randka
Warsztaty scenopisarskie prowadzone w latach 2019—2021. Projekt dofinansowany ze środków Narodowego Centrum Kultury w ramach programu Kultura w sieci.